# Camwerker

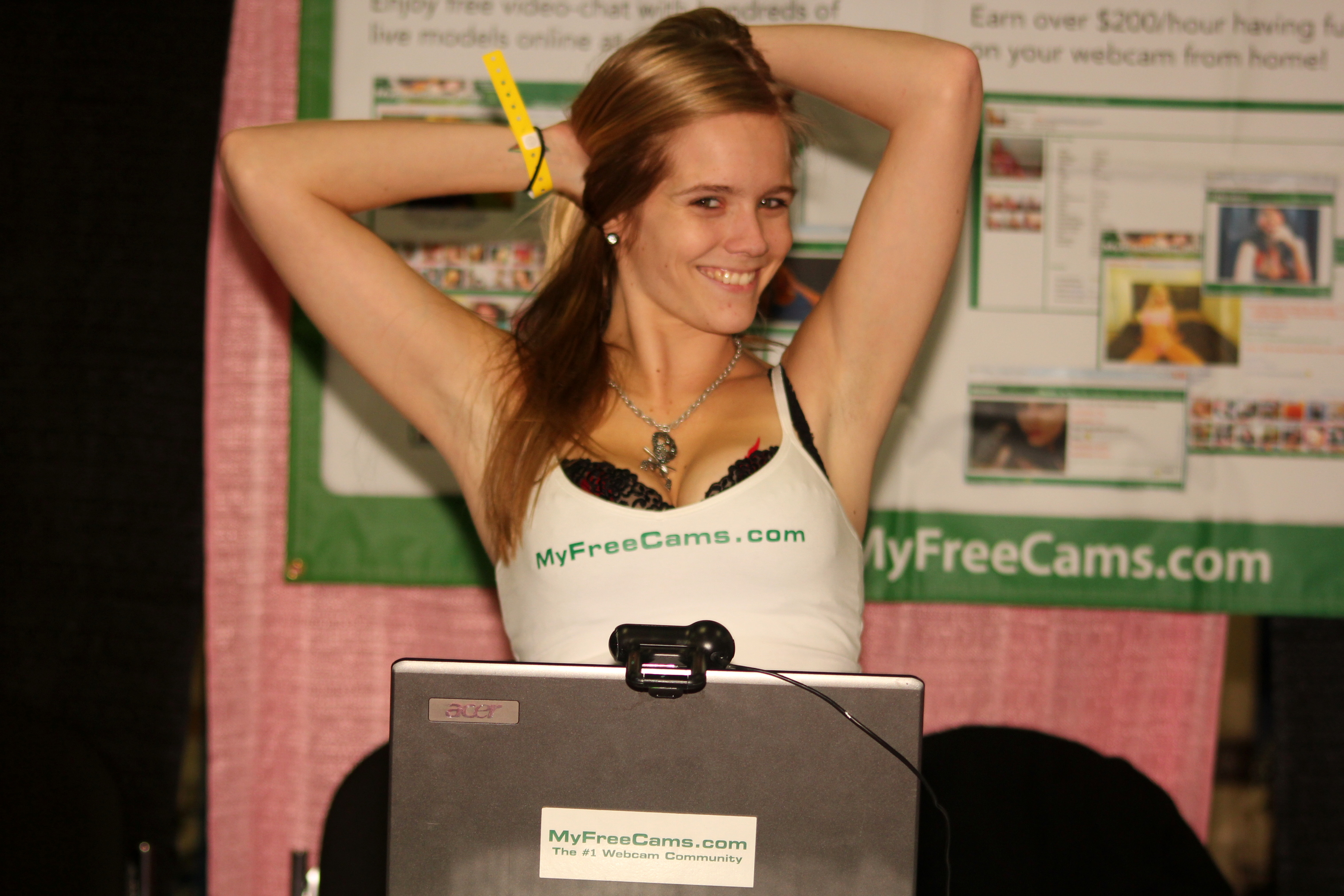
Een model toont op een beurs webcamtechniek

Een camwerker (vrouwelijk webcamgirl of webcammeisje) is een sekswerker die via een webcam seksuele handelingen toont of suggereert voor webcamseks.
Sommige camwerkers werken in een studio  die via een website meerdere camwerkers in dienst hebben. De klant kan meestal gratis inloggen en met een camwerker chatten, waarbij de webcam in de meeste gevallen verbonden is met een chatbox. Vaak zijn er ook andere klanten aanwezig in zo'n chatbox. Een camwerker verricht soms alleen seksuele handelingen wanneer zij alleen is met de klant. Een klant kan meestal een account aanmaken en hierin geld storten om privé met de camwerker te zijn. Zo'n account heet wel een virtual wallet. 
Er zijn steeds meer camwerkers die thuiswerken en niet via een studio.
Wanneer de camwerker minderjarig spreekt men van webcamkindersekstoerisme. Dit wordt als een vorm van kindermisbruik gezien en bestraft. Verder wekken camwerkers vaak ergernis op wanneer ze zich op reguliere chatsites begeven om klanten te werven.
 Portaal seksualiteit